# Steppenrenner
Der Steppenrenner (Eremias arguta) ist eine Eidechsenart aus der Gattung der Wüstenrenner. Er ist in Europa und Asien von der Schwarzmeerregion bis in die westliche Mongolei verbreitet.

## Merkmale
Der Steppenrenner hat im Gegensatz zu den meisten anderen Arten der Wüstenrenner einen robusten, gedrungenen Körperbau, mit einem relativ kurz wirkenden Schwanz. Wie bei den anderen Arten verjüngt sich dieser deutlich unmittelbar hinter der Schwanzbasis.
Den gesamten Körper überziehen auf hellbraunem bis sandfarbenem Untergrund weiße, längliche Flecken in linearer Anordnung. Die dunklen Einfassungen dieser hellen Flecken gehen oft seitlich ineinander über und ergeben dadurch eine dunkelbraune bis schwarze Querbänderung. Die Zeichnung der Steppenrenner ist insgesamt sehr variabel, so dass sich verschiedene Kombinationen aus heller Streifung und dunkelbrauner Bänderung ergeben können.

## Verbreitung
Das Verbreitungsgebiet umfasst die Schwarzmeerregion vom nordöstlichen Rumänien über den Kaukasus und Zentralasien bis in die chinesische Dsungarei und in die Wüste Gobi in der westlichen Mongolei.
In Europa kommt der Steppenrenner in Rumänien, jedoch nur in den Sanddünen des Donaudeltas vor. Von dort reicht sein europäisches Verbreitungsgebiet über Moldawien und die Ukraine bis nach Südrussland ins Gebiet des Ural und in den Kaukasus.

## Systematik
Der Steppenrenner wurde von dem deutschen Naturforscher Peter Simon Pallas nach seiner Reise durch russische Provinzen im Jahr 1773 als Lacerta arguta erstmals beschrieben. Er fand diese Eidechse in ariden Gebieten rund um das Kaspische Meer und am südlichen Irtysch.

### Untergattung
Der Steppenrenner (Eremias arguta) gehört innerhalb der Gattung der Wüstenrenner (Eremias) zu der nominotypischen Untergattung Eremias (Eremias). Diese Untergattung umfasst mehrere Arten, die in der Mitte Asiens beheimatet sind, darunter
Eremias aria, Eremias intermedia und  Eremias nigrocellata. Der Steppenrenner hat das größte Verbreitungsgebiet aller Arten dieser Untergattung.

### Unterarten
Im Verbreitungsgebiet des Steppenrenners werden sechs Unterarten morphologisch und molekularbiologisch voneinander unterschieden. Die südlichste Population Eremias arguta uzbekistanica aus Usbekistan bildet eine Klade mit der Unterart Eremias arguta darevskii vom Yssykköl-See in Kirgistan. Im Norden des Verbreitungsgebietes bilden die Populationen des nördlichen Kaukasus, Europas und des westlichen Kasachstan die Unterart Eremias arguta deserti. Die nominotypische Form Eremias arguta arguta ist im übrigen Teil Kasachstans heimisch. Die östlich anschließende Unterart Eremias arguta potanini lässt sich nur schwer von der nominotypischen Form abgrenzen. Dafür wurde im Tal des Flusses Ili in Kasachstan eine eigene Klade gefunden, die als Schwestergruppe den übrigen Steppenrenner gegenübergestellt werden könnte. Die südkaukasischen Vorkommen bilden mit einigen übrigen zentralasiatischen Populationen die Unterart Eremias arguta transcaucasica.